# Mețovo

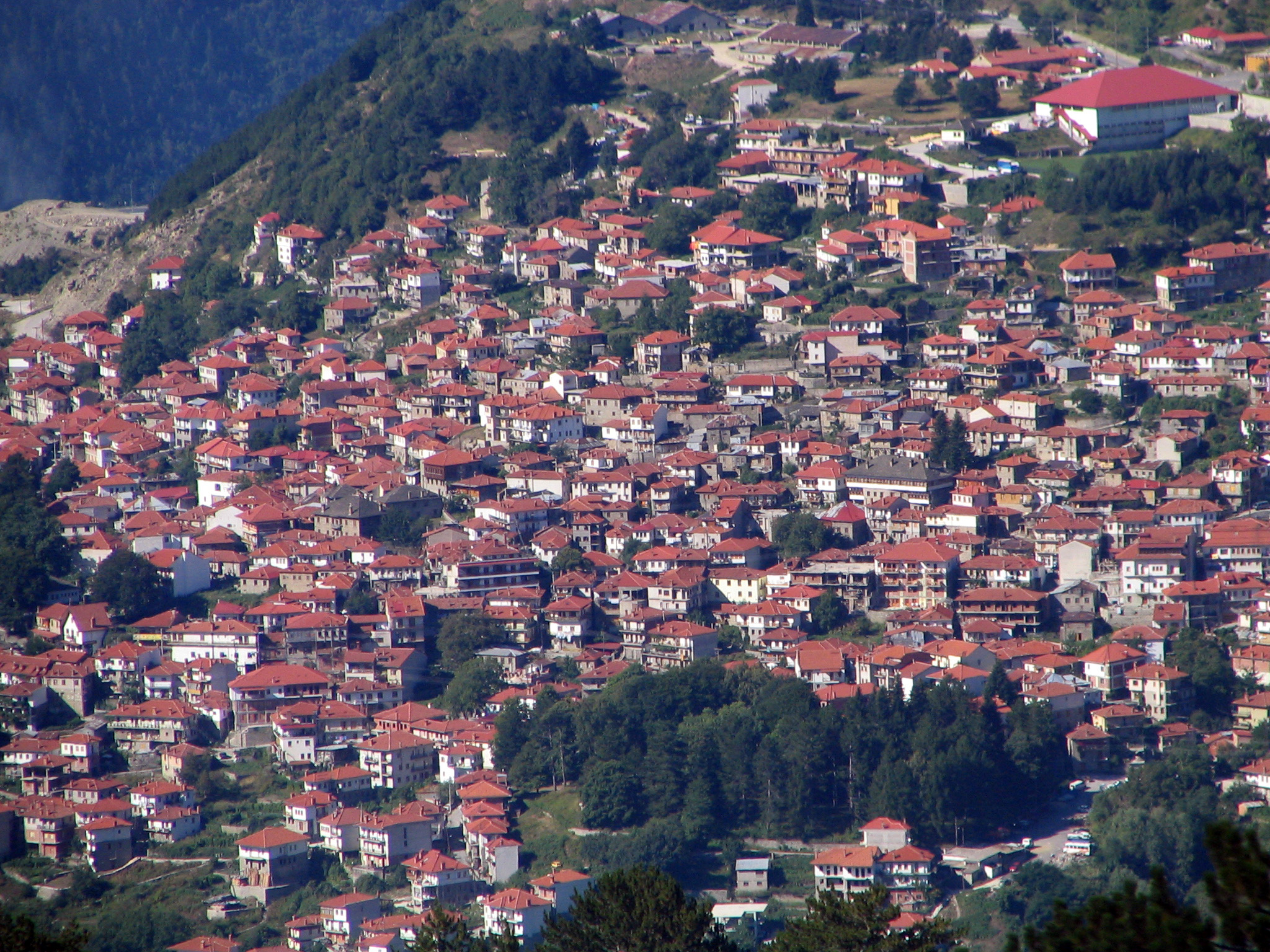
Vedere asupra Aminciului (Mețovo)

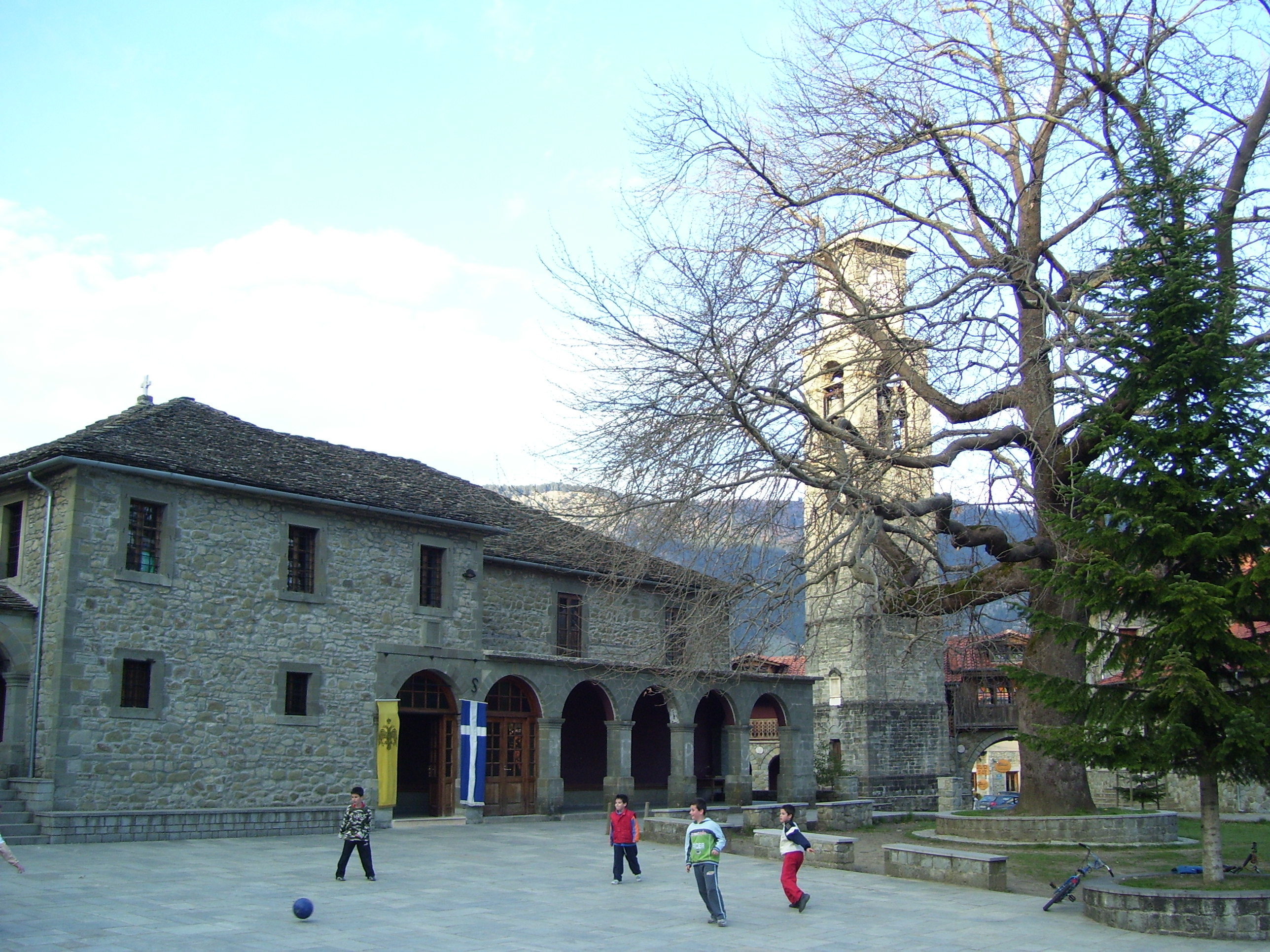
Biserica Sfânta-Paraschiva din Aminciu

Mețovo (în aromână Aminciu, în greacă Μέτσοβο, transliterat: Metsovo) este un oraș din nord-vestul Greciei (Munții Pindului) cu o populație majoritară aromână, fiind unul din centrele culturale ale aromânilor. Este un centru pastoral și fructifer prosper. Mai multe mânăstiri se ridică în împrejurimi.
În anii 1941-1944, Aminciul a fost proclamat de Alcibiade Diamandi „capitală” a proiectului de stat numit „Principatul Pindului”, susținut de ocupanții italieni. Populația locală nu a susținut această inițiativă, cum nu a susținut nici proiectul liderului comunist Dimitri Vlahov de a întemeia aici o „regiune autonomă vlahă” după modelul sovietic, în cazul unei biruințe a comuniștilor în războiul civil grec (1945-1949). Autoritățile locale au proclamat loialitatea lor față de statul grec, pentru a evita acuzațiile de „separatism” și a păstra, pe cale pașnică și pe lungă durată, patrimoniul cultural și lingvistic aromân, conform articolelor despre limbile regionale și minoritare (ETS 148) din Convenția Europeană a Drepturilor Omului.

## Personalități
- Gheorghe Averov (1818-1899), filantrop aromân